# Ficarasa simplex
Ficarasa simplex är en insektsart som först beskrevs av Walker 1870.  Ficarasa simplex ingår i släktet Ficarasa och familjen Tropiduchidae. Inga underarter finns listade i Catalogue of Life.